# Lantillac
Lantillac (in bretone: Landeliav) è un comune francese di 306 abitanti situato nel dipartimento del Morbihan nella regione della Bretagna.

## Società

### Evoluzione demografica
Abitanti censiti